# Empresa Paulista de Planejamento Metropolitano
Empresa Paulista de Planejamento Metropolitano (Emplasa) era uma empresa do governo do estado de São Paulo responsável por todo o planejamento da Região Metropolitana de São Paulo. Foi fundada em 1975. Realizava levantamento de informações, inicialmente na Região Metropolitana de São Paulo, de forma a auxiliar na elaboração de estudos de interesse metropolitano para secretarias de São Paulo (estado). Assim que outras regiões foram criadas, como as regiões metropolitanas da Baixada Santista e de Campinas, a Emplasa também auxiliava nestas regiões.
Substituiu o GEGRAN (Grupo Executivo da Grande São Paulo), criado em 1967 na gestão de Roberto Costa de Abreu Sodré, e que possuía a mesma finalidade da futura Emplasa. O GEGRAN, por sua vez, foi a primeira empresa estatal a atuar nesse segmento, em gestão e pesquisas sobre planejamento metropolitano do Estado, sendo pioneira no assunto. Foi extinta em 1975 quando da criação da Emplasa, por decreto estadual.
Em maio de 2019, a Assembleia Legislativa de São Paulo aprovou um projeto para a extinção e fusão de algumas das estatais paulistas. No caso da Emplasa, foi legislada sua extinção, sendo suas funções repassadas para a Secretaria de Governo  (Instituto Geográfico e Cartográfico de São Paulo - IGCSP) e Secretaria de Desenvolvimento Regional ambas do Governo do Estado de São Paulo.